# Faʾik
Faʾik (albo Faik) (właściwie Abu al-Hasan Faʾik Chassa) (?  – zm. 999) – turecki eunuch i dowódca ghulamów w armii Samanidów podczas ostatnich lat ich rządów.
Poza tym że był członkiem gwardii emira nic nie wiadomo o wczesnych latach życia Faʾika, lecz już na początku panowania Nuha Ibn Mansura (976 - 997) był on najważniejszym obok Tae dowódcą armii Samanidów. W roku 982 lub 983 Faʾik i Abu al-Hasan Simdżuri przekonali grupę ghulamów by zamordowali oni Abu al-Husajna Kutbiego, ostatniego wybitnego wezyra Samanidów. Następnie Faʾik uzyskał dla siebie stanowiska gubernatora Balchu i Termezu. Kiedy w roku 992 na Samanidów uderzył władca Karachanidów Hasan Bughra-chan, działający w porozumieniu z zarządzającym Chorasanem synem Abu al-Hasana Abu Alim Simdżurim Faʾik przeszedł na jego stronę, co walnie przyczyniło się do zdobycia przez Turków Buchary. Wkrótce jednak Bughra-chan zmarł, a armia Karachanidów odeszła. Faʾik i Simdżuri stanęli do samodzielnej walki z Nuhem, który wezwał na pomoc przeciwko nim swojego nominalnego wasala, Sebüktigina z Ghazny. Ten bez trudu pokonał buntowników w roku 993 i znowu w 996, zaś Simdżuri i Faʾik musieli szukać schronienia w Gurganie. Simdżuri wkrótce zginął, natomiast Faʾik uciekł do Karachanidów, i kiedy w roku 997 Arslan Ilek Nasr zdobył ziemie Samanidów w basenie Syr-darii, został z ich nadania gubernatorem Samarkandy. Niemniej kiedy w tym samym roku zmarł zarówno Nuh II, jak i Sebüktigin, Faʾik znowu zaczął odgrywać znaczącą rolę w państwie Samanidów i w roku 999, działając w porozumieniu z innym dowódcą, Begtuzunem, oraz Karachanidami, oślepił następcę Nuha, Mansura (997 - 999), który wkrótce potem zmarł. W tym momencie syn Sebüktigina Mahmud ogłosił się mścicielem Abd al-Malika i pokonał Faʾika i Begtuzuna w bitwie w pobliżu Marwu, po którym to wydarzeniu Faʾik zmarł.